# Gypsy (bài hát của Lady Gaga)
"Gypsy" là bài hát của ca sĩ-nhạc sĩ người Mỹ Lady Gaga từ album phòng thu thứ ba của cô, Artpop (2013).

## Xếp hạng
| Bảng xếp hạng (2013)             | Vị trí cao nhất |
| -------------------------------- | --------------- |
| South Korea International (GAON) | 35              |
| US Pop Digital Songs (Billboard) | 26              |